# Fallin'
Fallin' è il singolo d'esordio della cantautrice statunitense Alicia Keys. Scritto e prodotto interamente dall'interprete, il singolo è stato pubblicato nell'estate del 2001, ed è arrivato alla prima posizione sia della Billboard Hot 100 che della Hot R&B/Hip-Hop Songs; il brano ha riscosso successo in tutto il mondo, arrivando al numero 1 anche in Belgio, Nuova Zelanda, Paesi Bassi e Polonia e raggiungendo la top 5 di molte altre classifiche, tra cui quella italiana e quella britannica. Il singolo ha vinto numerosi premi, tra cui tre Grammy Award (incluso Song of the Year e Best R&B Song) e un MTV Video Music Award come Best New Artist in a Video ed ha segnato profondamente la carriera della allora diciannovenne Alicia Keys.
Fino alla pubblicazione di No One (2007), Fallin' fu il singolo di maggior successo per l'artista.

## Composizione e testo
La canzone è stata interamente composta e scritta dalla cantante, la quale esegue anche la musica al pianoforte, accompagnata dal violino di Miri Ben-Ari. Il pezzo è molto diverso da gran parte della produzione musicale R&B (e pop) di quel periodo, evitando contaminazioni di tipo elettronico e hip-hop, ma basandosi solo su strumenti classici come pianoforte e violino. L'intro del pezzo è eseguito a cappella, seguito poco dopo dalle note al piano. Il testo della canzone parla di un rapporto d'amore confuso, in cui la protagonista racconta di innamorarsi e disamorarsi continuamente del proprio amante, un uomo che in ogni caso sta amando come nessun altro in passato. Il brano è noto anche per le sue difficoltà vocali, essendo caratterizzato da note molto alte in piena voce e da eseguire a cappella, oltre che da passaggi vocali rapidi e difficilmente riproducibili.
Fallin' ha quasi rischiato di non diventare un singolo. Prima di arrivare alla J Records, la cantante aveva ottenuto un contratto con la Columbia, la quale pretendeva che l'artista cantasse del materiale commerciale prodotto da altri, mentre Keys insisteva sul voler incidere la propria musica. Di conseguenza, per due anni la Sony (proprietaria della Columbia) non si è più interessata alla cantante, che si è rimboccata le maniche per comporre la propria musica. In quel periodo è nata la canzone, prima dagli accordi e poi con il testo, scritto velocemente seguendo l'ispirazione di un'importante storia romantica vissuta dall'interprete in quel momento. Quando la Sony ha sentito il pezzo, ha chiesto alla cantautrice di poterlo dare a Kim Scott, una cantante sotto contratto con la casa discografica, ma ha rifiutato volendo essere lei stessa l'interprete. Successivamente Clive Davis, ex dirigente alla Arista Records, ha sentito il pezzo e ne è rimasto talmente impressionato da proporre un contratto alla cantante per portala nella sua nuova etichetta, la J Records. Arrivata alla J, Davis ha incoraggiato Keys a comporre materiale per il suo album di debutto, lasciandole carta bianca. Anche in questo caso Fallin ha rischiato di non essere pubblicato, in quanto la scelta del primo singolo è caduta inizialmente su Girlfriend, un pezzo prodotto con Jermaine Dupri durante il periodo alla Columbia. Ma poi la cantante e i dirigenti dell'etichetta hanno deciso di comune accordo che Fallin fosse la scelta più azzeccata come singolo di debutto per far conoscere la sua musica.

## Video musicale
Il video musicale è stato diretto da Chris Robinson e si distacca da tutti gli altri video R&B usciti in quel momento: oltre a non avere sequenze coreografiche, evita scenari patinati e glamour per lasciare spazio alla storia che viene raccontata. Il video si apre con una vecchia radio che trasmette Girlfriend (la prima scelta come singolo d'apertura dell'album) e la mano della cantante che spegne l'apparecchio. La trama del video si incentra sul tragitto che la protagonista compie per andare a trovare il ragazzo chiuso in carcere, trama che vedrà un seguito nel video seguente, A Woman's Worth. La cantante viene ripresa mentre cammina per strada per raggiungere la fermata dell'autobus, tra scene di vita quotidiana. Il bus che si dirige al carcere passa di fianco ad un terreno in cui delle donne vestite con la tuta arancione d'ordinanza dei carcerati sono costrette a lavorare la terra, sotto l'occhio vigile delle guardie. Durante l'ultimo ritornello le prigioniere appaiono in piedi mentre cantano la canzone, con le lacrime agli occhi. Il video si conclude con l'arrivo della cantante al carcere e con il colloquio tra i due fidanzati attraverso il vetro di protezione, scena seguita da spartiti musicali che cadono sul parquet. In una sequenza mostrata per tutto il video l'artista esegue il brano suonando un pianoforte in un salotto, mentre in un'altra scena getta per terra foto raffiguranti il ragazzo amato. Il video ha definito il look tipico che la cantante ha adottato per la sua ascesa al successo: treccine adornate da perline tipicamente africane, cappelli a tesa larga, lunghi cappotti di pelle, jeans stretti e stivali.

## Ricezione
Il brano è stato diffuso in radio e in video nell'aprile 2001 e reso disponibile nei negozi il 10 luglio 2001. Ha raggiunto la vetta della classifica americana dei singoli diventando il primo singolo #1 della cantante in tale classifica e vi è rimasto per sei settimane consecutive; è entrato in top five in Francia, Regno Unito e Italia tra le altre. È stato certificato 5 volte platino nella classifica mondiale e ha raggiunto 5,715,000 copie vendute nel mondo, diventando il singolo dal successo più ampio della cantante, fino a No One del 2007.

## Classifiche
| Classifica (2001)                    | Posizione raggiunta |
| ------------------------------------ | ------------------- |
| Australia                            | 7                   |
| Austria                              | 3                   |
| Belgio                               | 1                   |
| Canada                               | 24                  |
| Danimarca                            | 14                  |
| Paesi Bassi                          | 1                   |
| Europa                               | 2                   |
| Francia                              | 5                   |
| Germania                             | 2                   |
| Grecia                               | 10                  |
| Irlanda                              | 3                   |
| Italia                               | 3                   |
| Nuova Zelanda                        | 1                   |
| Norvegia                             | 2                   |
| Polonia                              | 1                   |
| Spagna                               | 6                   |
| Svezia                               | 7                   |
| Svizzera                             | 2                   |
| Regno Unito                          | 3                   |
| Regno Unito (R&B)                    | 1                   |
| U.S. Billboard Hot 100               | 1                   |
| U.S. Billboard Hot R&B/Hip-Hop Songs | 1                   |
| U.S. Billboard Adult Contemporary    | 24                  |

## Tracce
CD single
| 1. | Fallin' (Radio Edit)                                  | 3:16 |
| 2. | Fallin' (Album Version)                               | 3:30 |
| 3. | Fallin' Extended Remix (feat. Busta Rhymes & Rampage) | 4:15 |
| 4. | Fallin' Remix (w/o Rap)                               | 3:35 |
| 5. | Fallin' Remix Instrumental                            | 4:15 |
| 6. | CD-Rom – Fallin' Video                                | #    |

Enhanced CD single
| 1. | Fallin' (Radio Version)                                | 3:16 |
| 2. | Fallin' Remix (feat. Busta Rhymes & Rampage)           | 4:15 |
| 3. | Rear View Mirror                                       | 4:03 |
| 4. | Enhanced CD Rom – Fallin' Video/Picture Gallery/Lyrics | #    |

Promo single
| 1. | Fallin' (Radio Edit)                                | 3:16 |
| 2. | Fallin' (Extended Mix feat. Busta Rhymes & Rampage) | 4:15 |